# Рашевські
Рашевські — козацько-старшинський, згодом — дворянський рід, що походить від Івана Рашевського (р. н. невід. — п. до 1699), сотника осняківського (1676) та роїського (1690 — імовірно, 1692), який, згідно з родинною легендою, загинув під Чигирином. Його правнук — Яків Йосипович (бл. 1742—1801), чернігівський полковий писар (1771–82), пізніше — чернігівський губернський прокурор (1786–99) та колезький радник (1797). Інші представники роду посідали уряди військових товаришів та бунчукових товаришів. Син Якова — Олександр Якович (бл. 1778—1854), учасник антинаполеонівських кампаній, герой Бородінської битви 1812, відставний генерал-майор (1838), а правнук — Іван Григорович (1849—1921), живописець, скульптор, член Чернігівської губернської земської управи (1876–79), директор Музею українських старожитностей імені В.Тарновського (з 1912). Одна з сестер Івана — Олександра Григорівна (1854 — р. с. невід.), у шлюбі Варзар, лікар, член російського та міжнародного революційного руху, член Інтернаціоналу I, у 1880-х рр. відійшла від революційної діяльності, друга — Ганна (1851–87), у шлюбі Турська, вчителька, композитор-аматор. Із цього роду також походили: брати Микола Миколайович (1861 — р. с. невід.), інженер-технолог, один із творців цукрової пром-сті Рос. імперії, директор Мар'їно-Городищенського цукрового з-ду (Київська губернія), автор наукових праць, та Петро Миколайович (1867—1938), інженер-технолог, директор цукрових з-дів графів Воронцових-Дашкових на Кавказі, а також Сергій Олександрович (1866—1904), військ. інженер, полковник (посмертно), який загинув у Порт-Артурі (нині м. Люйшунь, Китай), автор щоденників про події російсько-японської війни 1904—1905 (М., 1954); його дочки — Наталія Сергіївна (1893—1962), актриса театру і кіно, режисер і сценарист, нар. арт. РРФСР (1957), худож. керівник Великого драм. театру ім. Максима Горького (1946–50), та Зінаїда Сергіївна (1898—1963), із 1919 — дружина двоюрідного брата останнього рос. імп. Миколи ІІ — вел. кн. Бориса Володимировича Романова (у першому шлюбі — Єлисєєва, у третьому –Джанумова, у четвертому — Брабець). Імовірно, що до цього роду належав також Іван Федорович (1831–97), відомий педагог і діяч нар. освіти, директор Петровського комерційного уч-ща та інспектор петерб. Вищих жіночих курсів (з 1881), таємний радник, учитель з рос. мови майбутнього рос. імп. Миколи II.
Рід внесений до 2-ї, 3-ї та 6-ї частин Родовідних книг Черніг., Херсон., Мінської губерній.
Існують однойменні дворянські роди ін. походження, напр. Рашевські герба «Гржимала» в Царстві Польському.